# Martine Groult
 (octobre 2018).
Si vous disposez d'ouvrages ou d'articles de référence ou si vous connaissez des sites web de qualité traitant du thème abordé ici, merci de compléter l'article en donnant les références utiles à sa vérifiabilité et en les liant à la section « Notes et références ».
Martine Groult, née le 17 avril 1948 à Paris est une philosophe française.

## Biographie

### Famille
Elle travaille sa thèse en Philosophie sous la direction de Jean-Pierre Séris à l'Université Paris1 Sorbonne puis, après le décès brutal de son directeur, c'est en 1995 sous la direction de Michel Fichant qu'elle soutient sa thèse sur "La Systématique de l'Encyclopédie de d'Alembert et Diderot" à l'Université Paris X, Nanterre.
En novembre 2003 à l'Université Paris X Nanterre, son Habilitation à Diriger des Recherches a pour titre "D'Alembert et Kant : la création d'une métaphysique".
Elle se marie en 1971 et divorce en 1981. Elle a un fils né en 1977, Benjamin Trampoglieri ainsi qu’un petit-fils, Arthur, né en 2012.

### Activité professionnelle
Spécialiste de d'Alembert et de l’Encyclopédie, ses recherches au CNRS se focalisent sur les rapports entre la philosophie et la science dans l'Encyclopédie. Elle pointe dans le Système figuré des connaissances humaines qui ordonne le savoir à partir de l'entendement humain la pluralité de la métaphysique. Puis elle travaille sur la transversalité entre les dictionnaires de l'Encyclopédie méthodique de Charles-Joseph Panckoucke à partir du vocabulaire scientifique.
Elle organise la célébration internationale du 250e anniversaire de l'Encyclopédie en juin 2001 à l'ENS Lyon où elle est membre du Conseil Scientifique (2000-2003). Rédactrice en chef de la revue Dix-Huitième Siècle (ISECS / SIEDS) de 2001 à 2009, elle dirige au Centre Jean-Pépin du CNRS l'Atelier thématique sur Les Encyclopédies (2007-2009) puis l' Atelier Panckoucke Encyclopédie méthodique (APEM) depuis 2011.
Responsable d'une Convention Internationale entre le CNRS et l'Université de Chicago (Encyclopédie and Cyclopaedia system) elle organise avec Robert Morrissey un séminaire sur lEncyclopédie (2006-2009). Elle est membre actif du réseau américain coordonné par ARTFL (American and French Research on the Treasury of the French Language) : The Digital Encyclopédie - Knowledge Production, Technology and Cultural Change. Elle participe à la mise en ligne (en libre accès depuis décembre 2008) des 28 volumes de l'Encyclopédie. Depuis 2016, elle collabore aux travaux de préparation pour la mise en ligne sur le site ARTFL des dictionnaires scientifiques de l'Encyclopédie méthodique de Panckoucke.
En 2012, elle est nommée, en tant que chercheuse sénior, membre actif de la Chaire UNESCO de philosophie au Canada par Josiane Boulad-Ayoub avec qui elle collabore à la collection La vision nouvelle de la société dans l'Encyclopédie méthodique aux Presses de l'Université de Laval.

### Début des recherches avec Jacques Roger (1980-1990)
C'est aux côtés de cet historien des sciences qu'elle apprend la pratique de la recherche scientifique dans les sciences humaines.
Au sein du Groupe de recherches coordonnées sur l’Histoire du Vocabulaire Scientifique (Greco No 16 du CNRS, 1981-1990) elle commence une coopération scientifique avec ARTFL aux côtés de Jacques Roger et de Bernard Quemada (Institut National de la Langue Française, INALF puis ATILF), pour la mise en ligne des 28 volumes de l’Encyclopédie. L'objectif du GRECO No 16 consiste dans la publication d'un Dictionnaire historique du Vocabulaire scientifique. Elle publie, sous la direction de Jacques Roger, 9 numéros des fascicules Documents pour l'Histoire du Vocabulaire Scientifique (CNRS/INALF) de 1980 à 1990, destinés à préparer les articles du Dictionnaire Historique du Vocabulaire Scientifique qu'elle co-dirige avec lui aux PUF. Le décès de Jacques Roger en 1990 mettra fin à cette recherche.

### L'Encyclopédieet d'Alembert
Après ses recherches sur l'histoire du vocabulaire scientifique avec Jacques Roger, elle se focalise sur l'enjeu de la classification du savoir dans l'histoire de la philosophie et plus particulièrement sur le changement de perspective opéré par l' Encyclopédie des Lumières. Elle publie son premier ouvrage D'Alembert et la mécanique de la vérité dans l'Encyclopédie en 1999. Le livre est assorti d'une édition critique du Discours préliminaire de d'Alembert qui ouvre l'Encyclopédie en juin 1751.
C'est à d'Alembert qu'elle consacre toutes ses recherches. Si c'est avec Diderot qu'il dirige l'Encyclopédie, il est l'auteur qui va mettre en rapport la science et la philosophie. Dans le Discours préliminaire, d'Alembert utilise l'histoire et écrit la première histoire de la science. Il expose les liaisons entre les principes scientifiques, et non la chronologie des découvertes. À partir des liaisons entre les principes il construit la classification des sciences et en déduit, alors cartésien du point de vue philosophique, une méthode pour comprendre. Martine Groult a exposé la Philosophie de la Science pour d'Alembert qui consiste dans la voie des principes ou cheminement par l'entendement du génie inventeur vers la découverte d'un nouveau principe de la Science. Cette pratique de l'émergence des principes pour de nouvelles disciplines scientifiques constitue la métaphysique des corps que le siècle suivant qualifiera d'épistémologie. 
Elle publie en 2018 une édition critique des Mélanges de littérature, d'histoire et de philosophie. Il s'agit de la première publication intégrale depuis leur parution au XVIIIe siècle. Ces 5 tomes rédigés par d'Alembert n'avaient jamais été réédités. Ils sont écrits tout d'abord en pleine crise de l'Encyclopédie (le tome 1 date de 1753) puis pendant les années d'interdiction de publication. Pendant ces années de 1759 à 1765 et 1767, d'Alembert parle sans cesse de l'Encyclopédie en publiant les textes de l'Encyclopédie dans ses Mélanges.
Elle souligne également la pluralité de la métaphysique comme le fait de d'Alembert et non de Diderot. Dans le Système figuré du Prospectus du 16 novembre 1750, Diderot pose dans la classification des connaissances une métaphysique générale ou ontologie. Les critiques du Journal de Trévoux vont entraîner une modification du Système figuré avec d'une part la Métaphysique générale en première discipline et, d'autre part, une nouvelle Métaphysique des corps ou physique générale qui ne peut être que du fait de d'Alembert. Elle pointe ainsi dans le Système figuré ou classification des connaissances de l’Encyclopédie la séparation de la métaphysique en deux métaphysiques lesquelles constituent un changement considérable dans la philosophie par les Lumières. Elle publie en 2013 un article sur Les métaphysiques dans l'Encyclopédie  dans la Revue Philosophique de la France et de l’Étranger.

### L’Encyclopédie méthodiquede Charles-Joseph Panckoucke
Elle publie les Prospectus et Mémoires de Panckoucke. De même que Diderot avait publié un Prospectus pour ouvrir la souscription aux volumes de l'Encyclopédie, Panckoucke publie un puis deux Prospectus pour ouvrir la souscription aux dictionnaires scientifiques de l'Encyclopédie méthodique.
L'Atelier Panckoucke Encyclopédie méthodique (APEM) étudie la transversalité entre les 42 dictionnaires de l'Encyclopédie méthodique (212 volumes 1782-1832) organisés par Panckoucke comme une nouvelle édition de l'Encyclopédie, plus complète, qui sépare les disciplines et organise une encyclopédie par matières à partir des mots du vocabulaire des sciences. De nombreux chercheurs participent à cet Atelier dont Philippe de La Cotardière, membre de la famille Panckoucke[réf. nécessaire]. Un ouvrage qui rassemble une partie des travaux de l'Atelier est publié aux éditions Classiques Garnier : Panckoucke et l'Encyclopédie méthodique. Ordre de matières et transversalité, no 385, collection Rencontres, 2019  (ISBN 978-2-406-07472-4).

## Publications
- "Le Mouvement: Principe scientifique et Logique philosophique chez d'Alembert", Martine Groult, 2025 - Cahiers de la Revue de Théologie et de Philosophie - N°37. Actes du XXXIX Congrès de l'ASPLF, Droz, 2025, (ISBN : 978-2-600-06621-1)
- « Gwenaëlle AUBRY », sur Centre jean pépin - cnrs umr8230 (consulté le 13 octobre 2023)
- D'Alembert et la mécanique de la vérité dans l'Encyclopédie, Honoré Champion, 1999, 506 p.  (ISBN 2-7453-0048-2)
- Jean d'Alembert, Discours préliminaire des éditeurs de 1751 et articles de l'Encyclopédie introduits par la querelle avec le Journal de Trévoux, Honoré Champion, 199 et 2011, 296 p.  (ISBN 978-2-7453-2260-9) https://www.honorechampion.com/fr/editions-honore-champion/7693-book-08532260-9782745322609.html
- Savoir et Matières, pensée scientifique et théorie de la connaissance de l'Encyclopédie à l'Encyclopédie méthodique, CNRS Éditions, 2011, 362 p.  (ISBN 978-2-271-07195-8) https://books.openedition.org/editionscnrs/17604?lang=fr
- Jean d'Alembert, Mélanges de littérature, d'histoire et de philosophie, Classiques Garnier, 2018, 1 246 p.  (ISBN 978-2-406-06362-9) https://classiques-garnier.com/melanges-de-litterature-d-histoire-et-de-philosophie.html
- Charles Joseph Panckoucke, Prospectus et Mémoires de l'Encyclopédie méthodique, vol. I Prospectus général précédé de la préface au Grand Vocabulaire François, Presses de l'Université de Saint-Étienne, 2011, 232 p.  (ISBN 978-2-86272-589-5) https://classiques-garnier.com/prospectus-et-memoires-de-l-encyclopedie-methodique-volume-i-prospectus-general-precede-de-la-preface-au-grand-vocabulaire-francais.html
- Charles Joseph Panckoucke, Prospectus et Mémoires de l'Encyclopédie méthodique, 1789-1792, vol. II, Classiques Garnier, 2013, 582 p.  (ISBN 978-2-8124-1243-1) https://classiques-garnier.com/prospectus-et-memoires-de-l-encyclopedie-methodique-volume-ii-1789-1792-representations-et-lettres-1789-1792-suivies-de-l-inventaire-de-la-bibliotheque-mazarine-de-1832.html
- Panckoucke et l'Encyclopédie méthodique. Ordre de matières et transversalité, Classiques Garnier, 2013,  (ISBN 978-2-406-07472-4), 2019, 443 p.
- L'Encyclopédie ou la création des disciplines, CNRS Éditions, 2003, 346 p.  (ISBN 978-2271-061713) https://books.openedition.org/editionscnrs/32478
- Les Encyclopédies. Construction et circulation du savoir de l'Antiquité à Wikipédia, L'Harmattan, 2011, 404 p.  (ISBN 978-2-296-54718-6)
- Transfert de Vocabulaire dans les sciences, avec Jacques Roger et Pierre Louis, CNRS Éditions, 1988, 340 p.  (ISBN 2-222-04102-3)
- Querelle scientifique. Avenir de société, 'TDC : Horizons nouveaux, 15 septembre 2017, p. 44[17]
- « La capacité du monde des savoirs ou le monde des possibles dans l'impossible Encyclopédie », Jean Ferrari, Sophie Garrotte, Abdeljalil Lahjomri (éds), Le possible et l'impossible, Vrin, 2017, p. 271  (ISBN 978-2-7116-4386-8)
- « Querelle scientifique, avenir de société » dans TDC (Textes et Documents pour la classe) Réseau Canopé, Horizons nouveaux. Inventer, découvrir, créer No 1111, 15 septembre 2017, p. 44-47  (ISSN 0395-6601)[18]
- Les métaphysiques dans l'Encyclopédie dans Revue Philosophique de la France et de l’Étranger, no 4, 2013, p. 485-504  (ISBN 978-2-13-061864-5)
- « Harmonie et systématique dans l’Encyclopédie » dans Pierre Caye, Florence Malhomme, Gioia Rispoli, A.G. Wersinger (dir.) L’Harmonie entre philosophie, science et art de l’Antiquité à l’âge moderne, Naples, Université Frédéric II, vol. LXIX, 2011, p. 391-403  (ISBN 9788874315420).
- « Kant et le rassemblement des sciences chez d’Alembert » dans Sophie Grapotte, Mai Lequan, Margrit Ruffin, dir., Kant et la science. Théorie critique et transcendantale de la connaissance, Vrin, 2011, p. 53-63  (ISBN 978-2-7116-2400-3).
- « Du public qui lit au public qui écrit dans le dictionnaire qu’il lit » dans Marc Foglia, Wikipédia, Média de la connaissance démocratique, Limoges, FYP éditions, 2008, p. 41-45 et 69-72  (ISBN 978-2-916571-06-5).
- « L’encyclopédisme dans les mots et les choses : différence entre la Cyclopaedia et l’Encyclopédie », L'encyclopédisme au XVIIIe siècle, Bibliothèque de l’Université de Liège, 2008, p. 169-190.
- « De la Cyclopaedia de Chambers à l’Encyclopédie. Les renvois de la traduction », Revue Corpus, no 51, 2007, Université Paris X Nanterre, p. 103-130  (ISSN 0296-8916).
- « Quelques assises de la pensée kantienne dans la systématique de l’Encyclopédie : Kant et d’Alembert », Robert Theis et L. K. Sosoe, Les Sources de la philosophie kantienne aux 17e et 18e siècles, Vrin, 2005, p. 97-106.  (ISBN 2-7116-1734-3)
- L'Académie de Berlin et l'ordre encyclopédique ou l'organisation de la science et de la langue dans les relations entre Kant et la France, Jean Ferrari, Margrit Ruffing (dés), Kant et la France - Kant und Frankreich, Georg Olms Verlan, Hidelsheim, Zürich, New York, 2005, p. 93-106  (ISBN 3-487-12910-8)
- « Entre science et philosophie : la cosmologie dans l’Encyclopédie. D’Alembert et Maupertuis », Optics and Astronomy, Brepols, 2001, p. 185-194.  (ISBN 2-503-50889-8)
- « La métaphysique de d’Alembert dans l’Encyclopédie et la querelle des Forces vives », Kairos, 18 (2001), Presses universitaires du Mirail, p. 103-142  (ISBN 2-85816-584-X).
- « Le rôle de l'inversion dans la compréhension des systèmes au XVIIIe siècle. Bacon et d'Alembert », L'Héritage baconien, Chantal Jaquet, Kimé, 2000, p. 45-69  (ISBN 978-2-84174-207-3).
- « Négation et polyphonie chez d’Alembert dans la querelle des forces vives », Colloque de Cerisy, La Négation à l’œuvre dans les textes, Classiques Garnier, 2023, p. 291-314 (voir https://classiques-garnier.com/la-negation-a-l-oeuvre-dans-les-textes-negation-et-polyphonie-chez-d-alembert-dans-la-querelle-des-forces-vives.html)
- « Raison et cosmopolitisme de l’Encyclopédie à l’Encyclopédie méthodique », dans Josiane Boulad-Ayoub, L’homme est né libre, PUL, Université de Laval, Canada, 2014, p. 349-367.